# Lobularia canariensis
Lobularia canariensis là một loài thực vật có hoa trong họ Cải. Loài này được (DC.) Borgen mô tả khoa học đầu tiên năm 1987.